# Boodjamulla nationalpark
Boodjamulla nationalpark tidigare känd som Lawn Hill nationalpark ligger i Queensland, Australien, 1837 km nordväst om Brisbane. Ansvariga myndigheter är Queensland Parks and Wildlife Service. 
Riversleighs fossilfält, som är en utvidgning av nationalparken och är sedan 1994 uppsatt på Unescos världsarvslista och tillhör IUCN kategori II. Se även Naracoorte nationalpark.